# Amboy (Illinois)
Amboy ist eine Kleinstadt (mit dem Status „City“) im Lee County im Norden des US-amerikanischen Bundesstaates Illinois. Das U.S. Census Bureau hat bei der Volkszählung 2020 eine Einwohnerzahl von 2.278 ermittelt.

## Geografie
Amboy liegt auf 41°42′51″ nördlicher Breite und 89°19′43″ westlicher Länge und erstreckt sich über 16 km². Die Stadt liegt 80 km östlich des Mississippi, der die Grenze zu Iowa bildet. Die Grenze zu Wisconsin verläuft rund 110 km nördlich.
Die Stadt bildet das Zentrum der Amboy Township, erstreckt sich aber zu einem Teil auch bis in die Marion Township.
Benachbarte Orte von Amboy sind Binghampton (2,1 km östlich), Sublette (11,7 km südöstlich), Harmon (20,2 km westlich) und Eldena (12,8 km nordwestlich). Dixon, der Verwaltungssitz des Lee County, liegt 21,1 km nordwestlich.
Die nächstgelegenen größeren Städte sind Rockford (86,6 km nordnordöstlich), Chicago(152 km östlich), Peoria (141 lm südlich), die Quad Cities (124 km westsüdwestlich) und Dubuque in Iowa (176 km nordwestlich).

## Verkehr
In Nord-Süd-Richtung verläuft der U.S. Highway 52 durch das Stadtgebiet von Amboy. Alle weiteren Straßen sind untergeordnete teils unbefestigte Fahrwege sowie innerstädtische Verbindungsstraßen.
Die nächstgelegenen Flughäfen sind der 73,3 km nordnordöstlich gelegene Chicago Rockford International Airport und der 125 km westsüdwestlich der Stadt gelegene Quad City International Airport.

## Demografische Daten
Nach der Volkszählung im Jahr 2010 lebten in Amboy 2500 Menschen in 983 Haushalten. Die Bevölkerungsdichte betrug 156,3 Einwohner pro Quadratkilometer. In den 983 Haushalten lebten statistisch je 2,47 Personen.
Ethnisch betrachtet setzte sich die Bevölkerung zusammen aus 97,2 Prozent Weißen, 0,8 Prozent Afroamerikanern, 0,1 Prozent amerikanischen Ureinwohnern, 0,1 Prozent Asiaten sowie 0,5 Prozent aus anderen ethnischen Gruppen; 1,3 Prozent stammten von zwei oder mehr Ethnien ab. Unabhängig von der ethnischen Zugehörigkeit waren 3,8 Prozent der Bevölkerung spanischer oder lateinamerikanischer Abstammung.
25,5 Prozent der Bevölkerung waren unter 18 Jahre alt, 58,8 Prozent waren zwischen 18 und 64 und 15,7 Prozent waren 65 Jahre oder älter. 50,7 Prozent der Bevölkerung war weiblich.
Das mittlere jährliche Einkommen eines Haushalts lag bei 36.250 USD. Das Pro-Kopf-Einkommen betrug 18.530 USD. 10,8 Prozent der Einwohner lebten unterhalb der Armutsgrenze.